# Норбер Ауата
Норбер Ауата (фр. Norbert Hauata, 8 червня 1979) — футбольний арбітр із Французької Полінезії.

## Кар'єра
Суддя міжнародної категорії з 1 січня 2008 року. У вересні того ж року дебютував у вищому дивізіоні країни.
Згодом він три рази поспіль обслуговував фінали Ліги чемпіонів ОФК (2009, 2010 та 2011). У 2011 році включений ФІФА до списку арбітрів на юнацький чемпіонат світу у Мексиці, де відсудив два матчі групового етапу.
У квітні 2012 був включений ФІФА в список з 52 суддів для ЧС-2014.
У червні 2012 року був головним арбітром на Кубку націй ОФК 2012, який проходив на Соломонових Островах. В цьому турнірі він судив два матчі групового етапу і один півфінал.
В жовтні 2013 року поїхав на другий поспіль для себе юнацький чемпіонат світу, але і цього разу судив лише гру групового етапу.
15 січня 2014 року був обраний у списку арбітрів на Чемпіонат світу 2014 року в Бразилії, але тільки як резервний.
В 2016 році був головним арбітром на Кубку націй ОФК, де відсудив три зустрічі, включаючи фінал між Папуа-Новою Гвінеєю та Новою Зеландією.
У квітні 2017 був включений ФІФА до списку арбітрів на молодіжному чемпіонаті світу до 20 років у Південній Кореї, де обслужив один матч у групі.
29 березня 2018 року рішенням ФІФА обраний головним арбітром для обслуговування матчів чемпіонату світу в Росії.